# Nina Romasjkova
Nina Apollonovna Romasjkova (ryska: Нина Апллоновна Ромашкова, gift Nina Ponomarjova: Пономарёва), född 27 april 1929 i Sverdlovsk (nu Jekaterinburg), Ryska SFSR, Sovjetunionen, död 19 augusti 2016 i Moskva, var en sovjetisk friidrottare.
Romasjkova blev olympisk mästare i diskuskastning vid sommarspelen 1952 i Helsingfors och vid sommarspelen 1960 i Rom.